# Mukkumpi, Gangawati
Mukkumpi là một làng thuộc tehsil Gangawati, huyện Koppal, bang Karnataka, Ấn Độ.